# Agabus biguttulus
Agabus biguttulus är en skalbaggsart som först beskrevs av Thomson 1867.  Agabus biguttulus ingår i släktet Agabus och familjen dykare. Arten är reproducerande i Sverige. Inga underarter finns listade i Catalogue of Life.